# 僕のニューヨークライフ
『僕のニューヨークライフ』（Anything Else）は2003年のアメリカ合衆国の映画。ウディ・アレン監督のロマンティック・コメディ。

## ストーリー
ニューヨークに住むジェリー・フォークは、新進の作家。女優の卵アマンダと一目ぼれの恋におち、互いの恋人を捨てて同棲をはじめる。

## キャスト
- ジェイソン・ビッグス：ジェリー・フォーク
- クリスティーナ・リッチ：アマンダ・チェイス
- ウディ・アレン：デヴィッド・ドーベル
- ダニー・デヴィート：ハーヴェイ・ウェクスラー
- ストッカード・チャニング：ポーラ・チェイス
- ジミー・ファロン：ボブ
- フィッシャー・スティーヴンス：マネージャー
- ケイディー・ストリックランド：ブルック